# 5-та паралель південної широти
5-та паралель південної широти — лінія широти, що лежить на 5 градусів південніше земної екваторіальної площини. Вона проходить через Атлантичний океан, Африку, Індійський океан, Південно-Східну Азію, Австралазію, Тихий океан та Південну Америку.

## Список географічних об'єктів, що перетинає 5° пд. ш.
Починаючи з Гринвіцького меридіану та рухаючись на схід, 5-та паралель південної широти проходить через:
| Координати                                                 | Країна, територія або море | Примітки |
| ---------------------------------------------------------- | -------------------------- | --- |
| 5°0′ пд. ш. 0°0′ сх. д. / 5.000° пд. ш. 0.000° сх. д.      | Атлантичний океан          | |
| 5°0′ пд. ш. 11°59′ сх. д. / 5.000° пд. ш. 11.983° сх. д.   | Республіка Конго           | Приблизно на 7 км |
| 5°0′ пд. ш. 12°2′ сх. д. / 5.000° пд. ш. 12.033° сх. д.    | Ангола                     | Кабінда |
| 5°0′ пд. ш. 12°38′ сх. д. / 5.000° пд. ш. 12.633° сх. д.   | ДР Конго                   | |
| 5°0′ пд. ш. 29°7′ сх. д. / 5.000° пд. ш. 29.117° сх. д.    | Озеро Танганьїка           | |
| 5°0′ пд. ш. 29°46′ сх. д. / 5.000° пд. ш. 29.767° сх. д.   | Танзанія                   | |
| 5°0′ пд. ш. 39°8′ сх. д. / 5.000° пд. ш. 39.133° сх. д.    | Індійський океан           | Протока Пемба[en] |
| 5°0′ пд. ш. 39°40′ сх. д. / 5.000° пд. ш. 39.667° сх. д.   | Танзанія                   | Проходить через острів Пемба |
| 5°0′ пд. ш. 39°52′ сх. д. / 5.000° пд. ш. 39.867° сх. д.   | Індійський океан           | Проходить через Амірантські острови, Сейшельські Острови Проходить південніше острова Мае, Сейшельські Острови Проходить південніше атола Перос-Баньос[en], Британська Територія в Індійському Океані               |
| 5°0′ пд. ш. 103°45′ сх. д. / 5.000° пд. ш. 103.750° сх. д. | Індонезія                  | Проходить через острів Суматра |
| 5°0′ пд. ш. 105°52′ сх. д. / 5.000° пд. ш. 105.867° сх. д. | Яванське море              | Проходить повз низку дрібних острівців Індонезії |
| 5°0′ пд. ш. 119°28′ сх. д. / 5.000° пд. ш. 119.467° сх. д. | Індонезія                  | Проходить через Південний півострів[en] на острові Сулавесі |
| 5°0′ пд. ш. 120°18′ сх. д. / 5.000° пд. ш. 120.300° сх. д. | Затока Боні                | Проходить північніше острова Кабаена[en], Індонезія |
| 5°0′ пд. ш. 122°23′ сх. д. / 5.000° пд. ш. 122.383° сх. д. | Індонезія                  | Проходить через острови Муна і Бутон |
| 5°0′ пд. ш. 122°57′ сх. д. / 5.000° пд. ш. 122.950° сх. д. | Море Банда                 | |
| 5°0′ пд. ш. 137°15′ сх. д. / 5.000° пд. ш. 137.250° сх. д. | Індонезія                  | Проходить через Нову Гвінею |
| 5°0′ пд. ш. 141°0′ сх. д. / 5.000° пд. ш. 141.000° сх. д.  | Папуа Нова Гвінея          | Проходить через Нову Гвінею |
| 5°0′ пд. ш. 145°47′ сх. д. / 5.000° пд. ш. 145.783° сх. д. | Тихий океан                | Новогвінейське море |
| 5°0′ пд. ш. 151°15′ сх. д. / 5.000° пд. ш. 151.250° сх. д. | Папуа Нова Гвінея          | Проходить через Нову Британію |
| 5°0′ пд. ш. 151°57′ сх. д. / 5.000° пд. ш. 151.950° сх. д. | Тихий океан                | Соломонове море — проходить південніше Нової Ірландії та північніше острова Бука, Папуа Нова Гвінея Проходить північніше атола Онтонг-Джава, Соломонові Острови Проходить південніше атола Нікумароро[en], Кірибаті |
| 5°0′ пд. ш. 81°4′ зх. д. / 5.000° пд. ш. 81.067° зх. д.    | Перу                       | П'юра |
| 5°0′ пд. ш. 79°3′ зх. д. / 5.000° пд. ш. 79.050° зх. д.    | Еквадор                    | Проходить через найпівденнішу точку країни — приблизно на 4 км |
| 5°0′ пд. ш. 79°0′ зх. д. / 5.000° пд. ш. 79.000° зх. д.    | Перу                       | Кахамарка Амасонас Лорето |
| 5°0′ пд. ш. 72°35′ зх. д. / 5.000° пд. ш. 72.583° зх. д.   | Бразилія                   | Амазонас Пара Мараньян Піауї Сеара Ріу-Гранді-ду-Норті |
| 5°0′ пд. ш. 36°50′ зх. д. / 5.000° пд. ш. 36.833° зх. д.   | Атлантичний океан          | |